# أجي (أسطورة)
أجي (بالإنجليزية: Age)‏ في الأساطير الأفريقية هو إله الحيوانات في غرب أفريقيا، يجله الصيادون في مناطق السافانا.